# Объединённая больница с поликлиникой Управления делами Президента Российской Федерации
ФГБУ «Объединё́нная больни́ца с поликли́никой» Управле́ния дела́ми Президе́нта Росси́йской Федера́ции является крупным многопрофильным медицинским центром, где оказывается медицинская помощь пациентам практически по всем медицинским специальностям и остается одним из ведущих лечебно-профилактических учреждений Управления делами Президента Российской Федерации.

## История
1976—1989 года — «Объединённая спецбольница с поликлиникой» Четвёртого главного управления при Минздраве СССР (ОСБП).
с 24 января 1990 года — «Объединённая больница с поликлиникой» Лечебно-оздоровительного объединения при Совете Министров СССР.
с 18 апреля 1990 года — Всесоюзный клинико-диагностический центр (ВКДЦ) Министерства здравоохранения СССР.
с 4 ноября 1991 года — Российский клинико-диагностический центр (РКДЦ) Министерства здравоохранения РФ.
в 1993 году — Республиканская клиническая больница (РКБ № 1) Лечебно-диагностического объединения Минздрава РФ.
в 1995 году — «Объединённая больница с поликлиникой» Медицинского центра Управления делами Президента РФ (ОБП МЦ УДП РФ).
с 11 марта 2005 года — Федеральное государственное учреждение «Объединённая больница с поликлиникой» Управления делами Президента Российской Федерации (ФГУ ОБП УДП РФ).

## Деятельность
В учреждении оказывается скорая, неотложная медицинская помощь, консультативная, диагностическая, лечебно-профилактическая, амбулаторно-поликлиническая, стационарная медицинская помощь при острых, обострениях хронических болезней и травмах.

## Виды медицинской помощи
- Лечебно-диагностическая помощь по специальностям: аллергология и иммунология, акушерство и гинекология, гастроэнтерология, гематология, дерматовенерология, инфекционные болезни, кардиология, колопроктология, косметология, неврология, отоларингология, онкология, офтальмология, психотерапия, пульмонология, сомнология, травматология и ортопедия, хирургия, урология, эндокринология;
- Физиотерапия, лечебная физкультура, массаж, мануальная терапия, рефлексотерапия, гирудотерапия;
- Гипербарическая оксигенация;
- Экстракорпоральные методы лечения;
- Стоматология терапевтическая и хирургическая;
- Диагностические исследования: клинико-диагностическая лаборатория, рентгенологическая служба (включая отделение рентгеноангиографии, компьютерной и магнитно-резонансной томографии), радиоизотопная диагностика, отделение функциональной диагностики, ультразвуковые и эндоскопические исследования;
- Лабораторно-диагностические исследования (клинические, биохимические, микробиологические, серологические, вирусологические, иммунологические); гистологические, цитологические;
- Оказание скорой медицинской помощи (в пределах 30 км от МКАД);
- Стационарное лечение в профильных отделениях: неврологическом, общей терапии, неотложных состояний с палатами интенсивной терапии, общей кардиологии, гастроэнтерологии, урологии с кабинетом рентгеновской дистанционной литотрипсии, хирургическом, гинекологическом, травматологии и ортопедии, анестезиологии и реанимации.

## Медицинские программы
- Программа «Гипертоническая болезнь»
- Программа «Ведение нормально протекающей беременности»
- Программа «Профилактика эмоционального выгорания»
- Программа «Когнитивное здоровье»
- Программа «Худеем с нами»
- Программа «Здоровый сон»
- Программа «Маммологического обследования»
- Программа «Офисная гистероскопия»